# Bundesrealgymnasium Lessinggasse

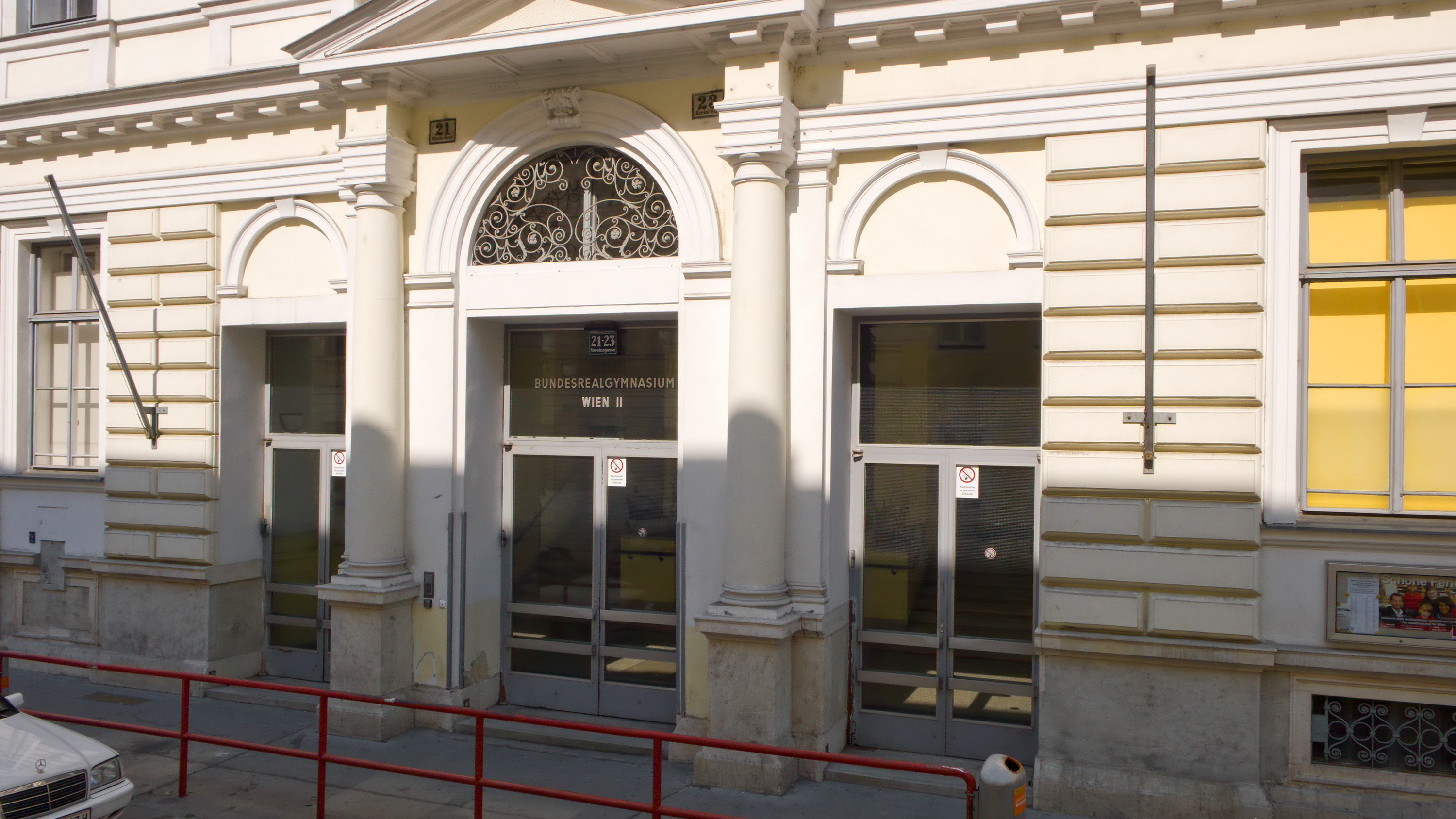
Der frühere Eingangsbereich in der Vereinsgasse

Das Bundesrealgymnasium Lessinggasse (früher Vereinsgasse), auch als BRG 2 bekannt, ist ein Realgymnasium im 2. Wiener Gemeindebezirk, der Leopoldstadt. Die langjährige Unter-Realschule wurde 1855 als eine der ältesten Realschulen Wiens gegründet. Der 1876 fertiggestellte Neubau am endgültigen Standort in der Vereinsgasse 21–23 galt zu seiner Zeit als „modernster Realschulbau Wiens“.

## Geschichte

### Von der Eröffnung bis zum Beginn des Ersten Weltkriegs
Anfangs wurden nur Knaben aufgenommen. Die Eröffnung der Schule erfolgte am 3. Dezember 1855 als Vollständige k.k. Unterrealschule zu St. Johann in der Wienzeile im bestehenden Volksschulgebäude in der Weintraubengasse (heute auf Nr. 13), zunächst mit zwei Klassen, die aber schon im darauf folgenden Schuljahr durch die Eröffnung der 3. Klasse vervollständigt wurden. Ab 1872 erfolgte die Ausgestaltung zur aufbauenden Oberrealschule.
Da wegen der akuten Raumnot viele Schüler abgewiesen werden mussten, entschloss man sich 1872 zum Ankauf eines Grundstücks beim Volkertmarkt. Der 1872 begonnene Bau wurde 1876 fertiggestellt und galt zu diesem Zeitpunkt als modernster Realschulbau Wiens. Als solcher wurde er bei der Weltausstellung Paris 1878 vorgestellt. 1892 wurde begonnen, elektrisches Licht einzuleiten, 1903 erfolgte die Umstellung des vierstündigen vormittäglichen Unterrichts mit Nachmittagsunterricht auf fünf Vormittagsstunden, 1911 wurde der Turnunterricht neu organisiert, was auch die Einrichtung eines schulärztlichen Dienstes ab 1912 mit sich brachte.

### Vom Ersten Weltkrieg bis 1945
1914 wurden bei Aufrechterhaltung des Unterrichts Soldaten im Schulhaus einquartiert, und 1914–1918 wurde zusätzlich Unterricht für galizische Flüchtlingskinder in polnischer Sprache durchgeführt. Am 11. Mai 1919 wurde der Elternverein gegründet, und im Schuljahr 1919/20 erfolgte erstmals die Aufnahme von Schülerinnen. 1922/23 wurde der Lehrplan der „Deutschen Mittelschule“ eingeführt, und seit Herbst 1924 waren Frauen im Lehrkörper vertreten. Die mathematisch-naturwissenschaftliche Oberstufenreform wurde im Herbst 1926 eingeführt. Nach der Wiener Schulreform von Otto Glöckel konnte ab 1927 die achtklassige Realschule eingeführt werden.
Am 15. März 1938 wurde Direktor Wilhelm Illing wegen seiner jüdischen Abstammung vom Dienst suspendiert und 49 jüdische Schülerinnen und Schüler wurden zwangsweise in andere Schulen verlegt (z. B. Margaret Weidenfeld); seit 1989 erinnert eine Gedenktafel in der Eingangshalle an die vertriebenen Schülerinnen und Schüler. Im Schuljahr 1939/40 wurde die Schule als „Oberschule für Jungen, mathematisch-naturwissenschaftlicher Zweig“ weitergeführt. 1944 wurde das Schulgebäudes durch Bombenangriffe stark in Mitleidenschaft gezogen und in der Schlacht um Wien 1945 durch Artilleriebeschuss weiter beschädigt.

### Wiederaufbau und Sanierung (1945–2000)
Nach dem Zweiten Weltkrieg konnte Direktor Illing zurückkehren, der Schulstandort blieb erhalten. Bereits im Herbst 1945 konnte ein Notunterricht wieder aufgenommen werden. In den Jahren 1947 bis 1967 musste im Realschulgebäude zusätzlich ein Realgymnasium, das spätere Sigmund-Freud-Gymnasium, untergebracht werden, das damals als RG 2 oder BRG 2 bekannt war.
1963 erfolgte die Umbenennung der Realschule in Realgymnasium (nach dem Schulorganisationsgesetz von 1963) und im Schuljahr 1969/70 lief der Zweig der alten Schulform Realschule endgültig aus. Nach dem Auszug des Sigmund-Freud-Gymnasiums wurde von 1967 bis 1970 an der Planung der Generalsanierung gearbeitet. In den Jahren 1971 bis 1974 wurde der Hoftrakt mit zweitem Turnsaal und Festsaal verwirklicht. Das übrige Haus wurde in den Jahren 1975 bis 1983 modernisiert. Nach der Oberstufenreform 1985, die auch neue Lehrpläne mit sich brachte, wurden von 1982 bis 2000 EDV-Räume geschaffen, im Herbst 1991 wurde Nachmittagsbetreuung eingerichtet und 1992 eine Bibliothek.

### Von der Vereinsgasse zur Lessinggasse
Im Schuljahr 2001 / 2002 wurde schrittweise auf Fünf-Tage-Woche umgestellt sowie das Fach Netzwerktechnik neu eingeführt. In den Jahren 2004 bis 2008 erfolgten weitere Innensanierungen sowie der Ausbau der Brandschutzeinrichtungen.
Im Juni 2014 wurde mitgeteilt, dass das Realgymnasium in den Schuljahren 2014 / 2015 und 2015 / 2016 in einem Ausweichquartier, 1., Schellinggasse 13, untergebracht wird. (Auch andere höhere Schulen Wiens hatten hier vorübergehend ihren Standort.) Auf einem freien Grundstück hinter dem BRG Vereinsgasse sollte in dieser Zeit ein großer Zubau errichtet und das historische Gebäude modernisiert werden. Der Schuleingang sollte sich vom Herbst 2016 an im Neubau an der Lessinggasse befinden, die die Vereinsgasse beim Gymnasium kreuzt.
Das Bauvorhaben war allerdings Verzögerungen unterworfen und wurde 2020 als Schulzentrum oder BRG/BORG Lessinggasse eröffnet. In der Lessinggasse befindet sich der neue Haupteingang der Schule; das Gymnasium wurde hier mit dem vormaligen Oberstufenrealgymnasium (BORG) Hegelgasse (1. Bezirk) zusammengeführt. Im Hof des Gebäudes befindet sich nunmehr eine auffallende Skulptur mit den Namen „Myx“, die von der Künstlergruppe Gelatin gestaltet wurde.
Der Häuserblock, in dem sich die Schule befindet, grenzt an die Taborstraße, die Hauptstraße des 2. Bezirks. Das Stadtviertel, in dem sich die Schule befindet, wird seit etwa 2010 als Volkertviertel bezeichnet.

## Persönlichkeiten

### Bekannte Schüler
- Theodor Körner (Bundespräsident), 1873–1957, nur ein Schuljahr
- Arnold Schönberg (1874–1951, österreichischer Komponist)
- Theodor Kramer (1897–1958, österreichischer Lyriker)
- Margaret Weidenfeld (später Gretel Beer, 1921–2010, englische Kochbuchautorin)
- Manfred Wehdorn (* 1942, österreichischer Architekt)
- Helmut Voska (1942–2007, österreichischer Journalist)
- Martina Schettina (* 1961, österreichische Malerin)
- Sonja Wehsely (* 1970, amtsführende Stadträtin für Gesundheit und Soziales in Wien 2007–2017)
- Tanja Wehsely (* 1972, Wiener SPÖ-Politikerin)

### Andere bekannte Persönlichkeiten
- Johann Josef Loschmidt (1821–1895, österreichischer Physiker und Chemiker), Hilfslehrer für Physik

## Schriften
- Wilhelm Kukula: Dreizehnter Jahresbericht über die K.K. Oberrealschule in der Leopoldstadt in Wien. Schuljahr 1883/84. Wien 1884, urn:nbn:de:hbz:061:1-410483.
- Wilhelm Kukula: Siebenundzwanzigster Jahresbericht über die I. Staatsrealschule in dem II. Bezirke von Wien. Schuljahr 1897/89. Wien 1898, urn:nbn:de:hbz:061:1-410360.
- Jahres-Bericht der I. Staatsrealschule im II. Bezirke in Wien: Schuljahre ... Wien, 25.1895/96(1896) – 48.1918/19(1919)[?] Digitalisat